# Baokang (Xiangyang)
Baokang (chiń. upr. 保康县; chiń. trad. 保康縣; pinyin Bǎokāng Xiàn) – powiat w zachodniej części prefektury miejskiej Xiangyang w prowincji Hubei w Chińskiej Republice Ludowej. Według danych z 2010 roku, liczba mieszkańców powiatu wynosiła 254596.